# Bergeller Kraftwerke
Die Bergeller Kraftwerke sind ein Kraftwerkssystem des Elektrizitätswerks der Stadt Zürich im Bergell in der Schweiz. Die Generatoren der 1961 in Betrieb genommenen Anlagen erzeugen jährlich rund 460 Gigawattstunden Strom und damit mehr als einen Sechstel der im Verbrauchsgebiet verkauften elektrischen Energie.

## Vorläufer
In jeder Gemeinde des Bergells hatten Mühlenbetriebe bestanden. Eine dieser Mühlen, die heute noch betriebene Mühle Scartazzini & Co. in Promontogno, bezog ihre mechanische Energie bis 1897 von einem externen Mühlrad. Ab 1897 wurde das Mühlrad durch eine Turbine ersetzt, welche fortan nicht nur mechanische Energie lieferte, sondern ab 1901 auch einen Generator antrieb, der in die wichtigsten Häuser wie das «Hotel Bregaglia» und das Spital Strom lieferte. Diese erste Turbine lief bis zu einem Hochwasser im Jahr 1927, welches die Anlage mit Sand füllte.
Eine neue Turbine von Escher Wyss konnte danach die sechs Meter Höhenunterschied von der 200 Meter talaufwärts gelegenen Wasserfassung mit 1000 Litern pro Sekunde Durchfluss nutzen und erreichte so eine mechanische Leistung von 68 PS. Weiterhin wurden damit einerseits mechanisch die Mühle sowie zusätzlich ein Generator angetrieben. Bis 1953 neue Kraftwerke bereitstanden, lieferte die Mühle Strom nach Promontogno, Bondo, Soglio und Castasegna. 1960 wurde die Anlage erneut durch Sand blockiert.

## Geschichte
Seit den 1890er-Jahren gab es Kraftwerksideen im Bergell. Das Tal weist ein starkes Gefälle auf und verfügt über reichlich Wasser. Die ersten Überlegungen umfassten bald auch den Silsersee als Ausgangsspeicher. Die Ingenieure Zschokke und Lüscher gelangten nach der Jahrhundertwende mit einem diesbezüglichen Projekt vor die davon betroffenen Gemeinden und erhielten mit der Ausnahme von Sils Konzessionsverträge. Der Fluss Orlegna aus dem Val Forno sollte dabei in den Silsersee umgeleitet und dieser beidseitig aufgestaut werden. Die Gemeinde Sils war kategorisch dagegen. 1910 liess der Regierungsrat des Kantons Graubünden eine Expertise erstellen. Auch dessen Experten, darunter Albert Heim, befanden das Projekt als unannehmbar.
1918 schloss ein Konsortium mehrerer Elektrizitäts-, Maschinen- und Bau-Firmen Konzessionsverträge mit allen betroffenen Gemeinden. 1922 lag das Projekt der Regierung zur Genehmigung vor. Darin sollten im Val Cam und Val Duan Stauseen gebaut werden und im Val Muroz ein Ausgleichsbecken, verbunden mit dem Silsersee. Es sollten zwei Stufen turbiniert werden, Maloja–Vicosoprano und Vicosoprano–Castasegna. Dazu hätte bei Borgonovo ein Ausgleichsbecken erstellt werden müssen. Für den Silsersee bestand ein enger Wasserwirtschaftsplan, der eine Absenkung um 6 Meter zugelassen hätte unter der Bedingung, dass der See jeweils am 15. Juni wieder seinen Normalstand hatte. Die Absenkung hätte nach den Planungen eine solche Absenkung gar nie erreicht und wäre zudem kaum zu sehen gewesen, da der See nach den damaligen mittelfristigen Vergleichsdaten jeweils bis im Mai gefroren war. Durch das Projekt wäre 1/5 der totalen Abflussmenge des Inn bei Sils-Baselgia ins Bergell umgeleitet worden. Der Abfluss aus dem See in den Inn hätte auch im Winter mit einem Wintermittelwasser von 0,4 m³/Sekunde stets gewährleistet sein müssen, was mit Pumpen hätte bewerkstelligt werden sollen. Unter der Gegnerschaft kursierte unter anderem die Befürchtung, dass das Engadin industrialisiert werden könnte.

Die Felsstufe mit dem flachen Wasserfall, auf welcher heute die Staumauer steht, im Jahr 1921

Ein erstes Projekt aus dem Jahr 1924, welches einen Albignasee vorsah, hatte die Zentrale bei Vicosoprano geplant, was eine Druckleitung mit einer Nutzhöhe von 945 Metern ergab. Das Einzugsgebiet von 20,5 Quadratkilometern war damals zu knapp über der Hälfte, nämlich 11 Quadratkilometern, von Gletschern bedeckt. Die mittlere Abflussmenge hatte in den Angaben von 1924 850 Liter pro Sekunde betragen. Das projektierte Staubecken sollte mindestens 10 Millionen Kubikmeter Wasser fassen, doch war schon damals auch an den Bau eines Sees für Winterstrom gedacht worden mit einer entsprechend höheren Mauer und Speichermenge.

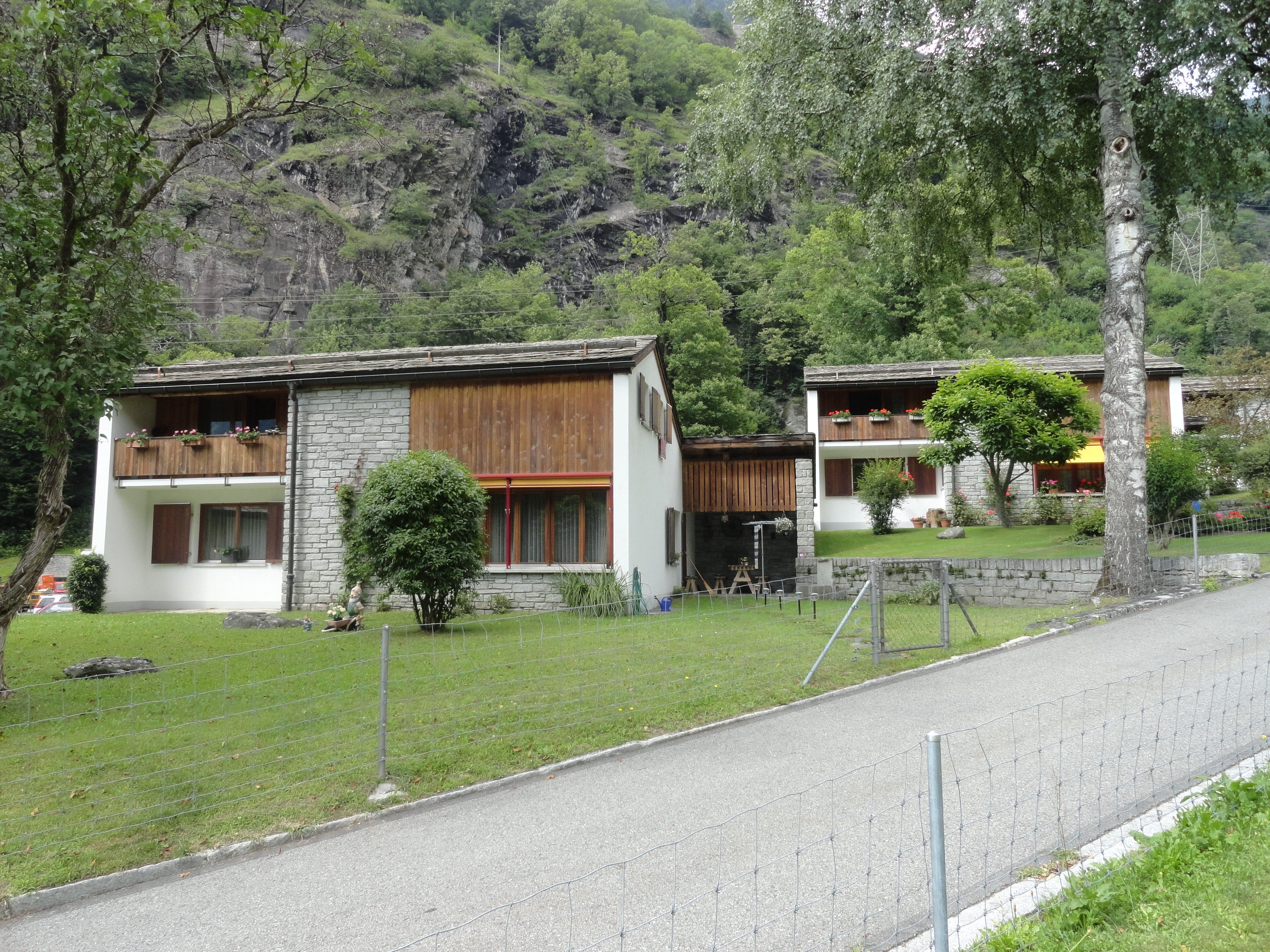
EWZ-Siedlung in Castasegna

Anfang 1950er-Jahre erwarb das Elektrizitätswerk der Stadt Zürich die bestehenden Nutzungsrechte für die Bergeller Kraftwerke. Die Regierung des Kantons Graubünden genehmigte die Konzessionen am 13. Februar 1953. Der in der Konzession aufgeführte See hatte einen Nutzinhalt von 42 Millionen Kubikmetern. 1953 wurde dieses konzessionierte Projekt, welches noch eine Zentrale in Vicosoprano vorgesehen hatte, nach geologischen und topografischen Untersuchungen geändert in die heutige Auslegung mit der Zentrale in Löbbia. Der Albignasee wurde im ausgearbeiteten Projekt von 1954 auf einen Inhalt von 60 Millionen Kubikmetern vergrössert. Die Kronenlänge der Mauer betrug damit 755 Meter. Als die Stadtzürcher Männer am 24. Oktober 1954 mit fast 90 Prozent der Stimmen dem Baukredit von 175 Millionen Franken zustimmten, läuteten im Bergell alle Kirchenglocken. Am 1. August 1955 war der offizielle Baubeginn.
Am 5. September 1961 fand die feierliche Eröffnung bei der Albigna-Staumauer statt; Teile waren schon zwei Jahre zuvor in Betrieb genommen worden. Bei der Eröffnung wurde von 260 Millionen Winter- und 190 Millionen Kilowattstunden Sommerenergie ausgegangen. Bei der Einweihung wurde eine Betonkubatur von fast einer Million Kubikmeter erwähnt.
Im Tal finden sich mehrere Siedlungen, welche mit den Kraftwerken zusammenhängen; in Castasegna finden sich diese leicht erkennbaren «modernen» Bauten von Bruno Giacometti nördlich des alten Dorfes, während die Häuserreihe der EWZ-Wohnkolonie samt Schulhaus vor der Kirche von Vicosoprano noch einiges prägnanter wirkt.
Zwischen 2008 und 2011 wurden alle Anlagen für einen Gesamtbetrag von 65 Millionen Franken saniert. Erstmals seit Inbetriebnahme produzierte Löbbia während acht Monaten keinen Strom.

## Anlagen

### Albignasee – Löbbia – Castasegna
Der Albignasee auf einer Stauhöhe von 2163 Metern hat einen Nutzinhalt von etwa 70 Millionen Kubikmetern Wasser. 47 Millionen Kubikmeter stammen aus dem Einzugsgebiet des Flusses Albigna, weitere 23 Millionen Kubikmeter werden aus dem Val Forno aus der Fassung Plan Canin (Lage)  zum Wasserschloss des Werks in Murtaira (Lage) geführt und können von dort in den See hochgepumpt werden. Zudem kann bereits turbiniertes Wasser vom Ausgleichsbecken bei der Kraftwerkszentrale Löbbia wieder in den Albignasee hochgepumpt werden. Etwa 20 Millionen Kilowattstunden Strom werden für den Pumpbetrieb verbraucht, dies gegenüber einem Gesamtertrag von 460 Millionen Kilowattstunden aller Kraftwerksstufen des EWZ im Bergell.
Vom Ausgleichsbecken Löbbia mit 200'000 Kubikmetern Inhalt führt ein weiterer Druckstollen zur Zentrale Castasegna.
Die zweistufige Kraftwerksgruppe verfügt damit über eine Gesamtleistung von 136 MW (Megawatt):
1. Stufe: Zentrale Löbbia (Lage), Bruttohöhe 741 m, installierte Leistung 86 MW
2. Stufe: Zentrale Castasegna (Lage), Bruttohöhe 733 m, installierte Leistung 50 MW, Jahresleistung rund 285 GWh[8]

### Muretto – Plancanin
Bei der Wasserfassung der Orlegna im Val Forno wird das zugeführte Wasser aus dessen Seitental Val Muretto turbiniert. Das Gefälle beträgt ungefähr 60 Meter. Wenn das Wasser von Plancanin direkt in Löbbia turbiniert wird, beträgt das Bruttogefälle 565 Meter.

### Maroz – Lizun
Von der Fassung Maroz Dora wird das Wasser aus dem Val Maroz über ein Gefälle von 354 Metern in eine Zentrale am Ende des Ausgleichsbeckens von Löbbia turbiniert. Ursprünglich war 1954 vorgesehen gewesen, die Wasserfassung in Maroz Dent zu erstellen auf derselben Höhe wie die Fassung an der Orlegna auf der gegenüberliegenden Talseite und diese beiden Werke hydraulisch zu verbinden. Anstatt des 1954 projektierten Gefälles von 565 Metern wurde das Bruttogefälle beim ausgeführten Werk auf 354 Meter reduziert.

### Prä – Bondo
Noch 1961 befand sich des Weiteren das Laufkraftwerk bei Bondo in Bau; es wurde 1962 in Betrieb genommen. Zwei Peltonturbinen mit einer installierten Gesamtleistung von 6,8 MW produzieren jährlich rund 18 GWh Strom. Das Kraftwerk lief 1962 erstmals, seine Wasserfassung in Prä (Lage) liegt 277 Meter über der Zentrale von Bondo. Das erste Bauwerk von 1962 mit einem breiten Überlauf wurde 2017 vom Murgang nach dem Bergsturz von Bondo komplett verschüttet. Schon 1985 hatte das Bauwerk aus einem lokalen Murgang ausgebaggert werden müssen. Trotz diesen schlechten Erfahrungen entschied sich der Stadtrat von Zürich für den Neubau der Wasserfassung, welcher im Juli 2023 in Angriff genommen wurde. Bereits im August 2023 wurde die Baustelle von einem erneuten Murgang teils verschüttet. Nach Fertigstellung des Neubaus konnte das Laufkraftwerk nach fast acht Jahren Unterbruch  den Betrieb Anfang Mai 2025 wieder aufnehmen.